# 1780
1780 (MDCCLXXX) je bilo prestopno leto, ki se je po gregorijanskem koledarju začelo na soboto, po 11 dni počasnejšem julijanskem koledarju pa na sredo.

## Dogodki
- 1. januar

## Rojstva
- 26. februar - Christian Samuel Weiss,  nemški mineralog in kristalograf († 1856)
- 1. junij - Carl von Clausewitz, pruski vojaški teoretik († 1831)
- 21. avgust - Jernej Kopitar, slovenski jezikoslovec († 1844)
- 3. september - Heinrich Christian Schumacher, nemški astronom († 1850)

Neznan datum
- Smail-aga Čengić, osmanski guverner Bosne († 1840)
- Tudor Vladimirescu, romunski revolucionar († 1821)

## Smrti
- 14. februar - sir William Blackstone, angleški  pravnik in filozof prava (* 1723)
- 3. avgust - Étienne Bonnot de Condillac, francoski filozof (* 1715)
- 29. november - Marija Terezija, avstrijska cesarica (* 1717)